# مکتب کرتی

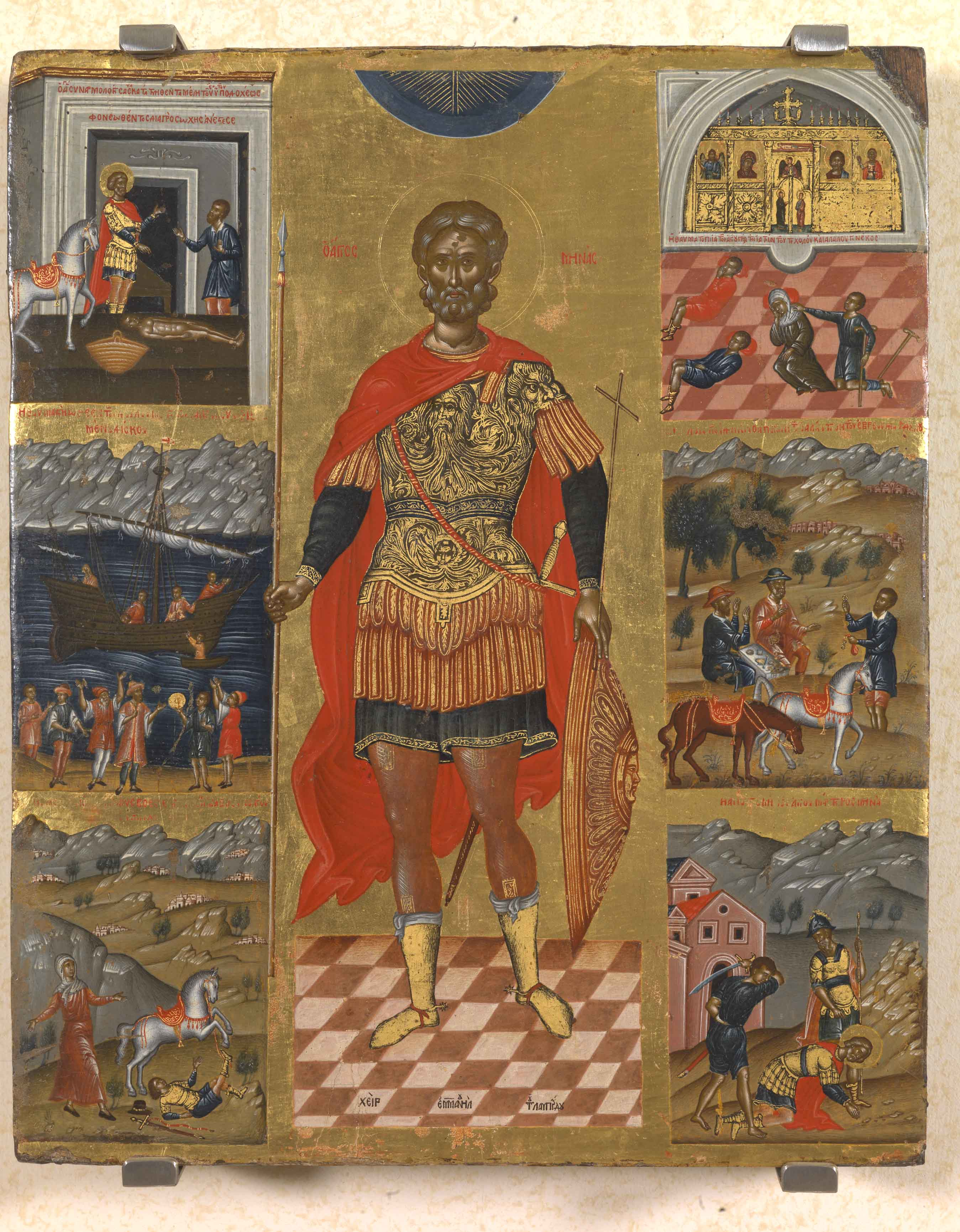
نقاشی سنت مناس اثر امانوئل لامباردوس (قرن هفدهم)

مکتب کرت سبک مهمی در نقاشی‌های تمثال است که زیرشاخهٔ نگارگری مسیحی پس از بیزانس قرار می‌گیرد. زمانی که کرت در اواخر قرون وسطی، تحت حاکمیت ونیزی‌ها قرار گرفت، مکتب نقاشی کرتی شکوفا شد و تا پس از سقوط قسطنطنیه در اوج خود قرار داشت و سبک غالب در هنر یونانی قرون ۱۵، ۱۶ و ۱۷ میلادی بود. هنرمندان کرت تحت تأثیر سنت‌ها و جنبش‌های هنری شرقی و غربی، این سبک خاص از نقاشی را توسعه دادند. از معروف‌ترین هنرمندان تحت‌تأثیر این مکتب ال گرکو است که با بهره از مکتب کرت، سبک به خصوص خود را پی ریخت.

## نگارخانه

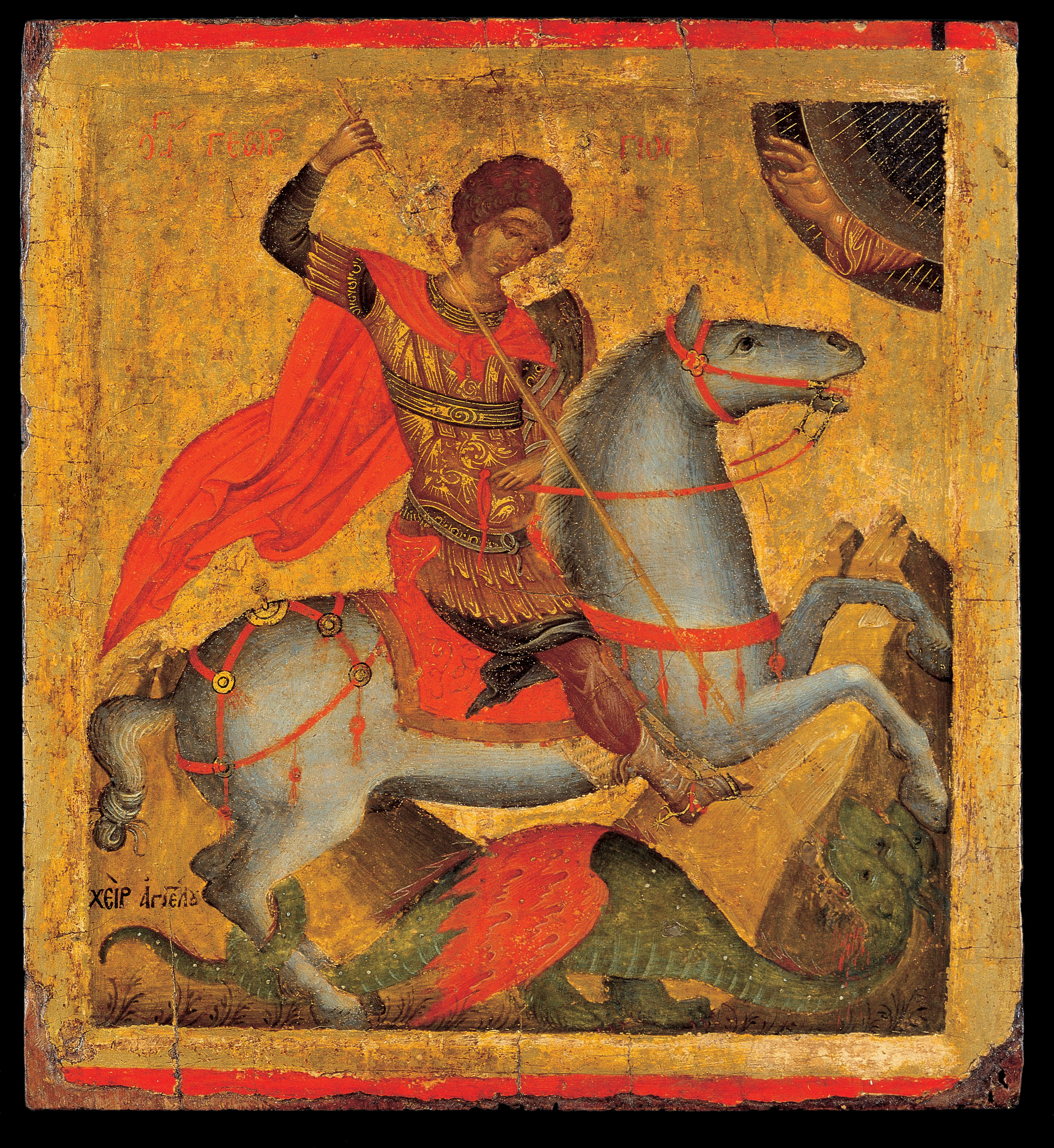
سنت جورج اثر آنجلوس آکوتانتوس (قرن پانزدهم)
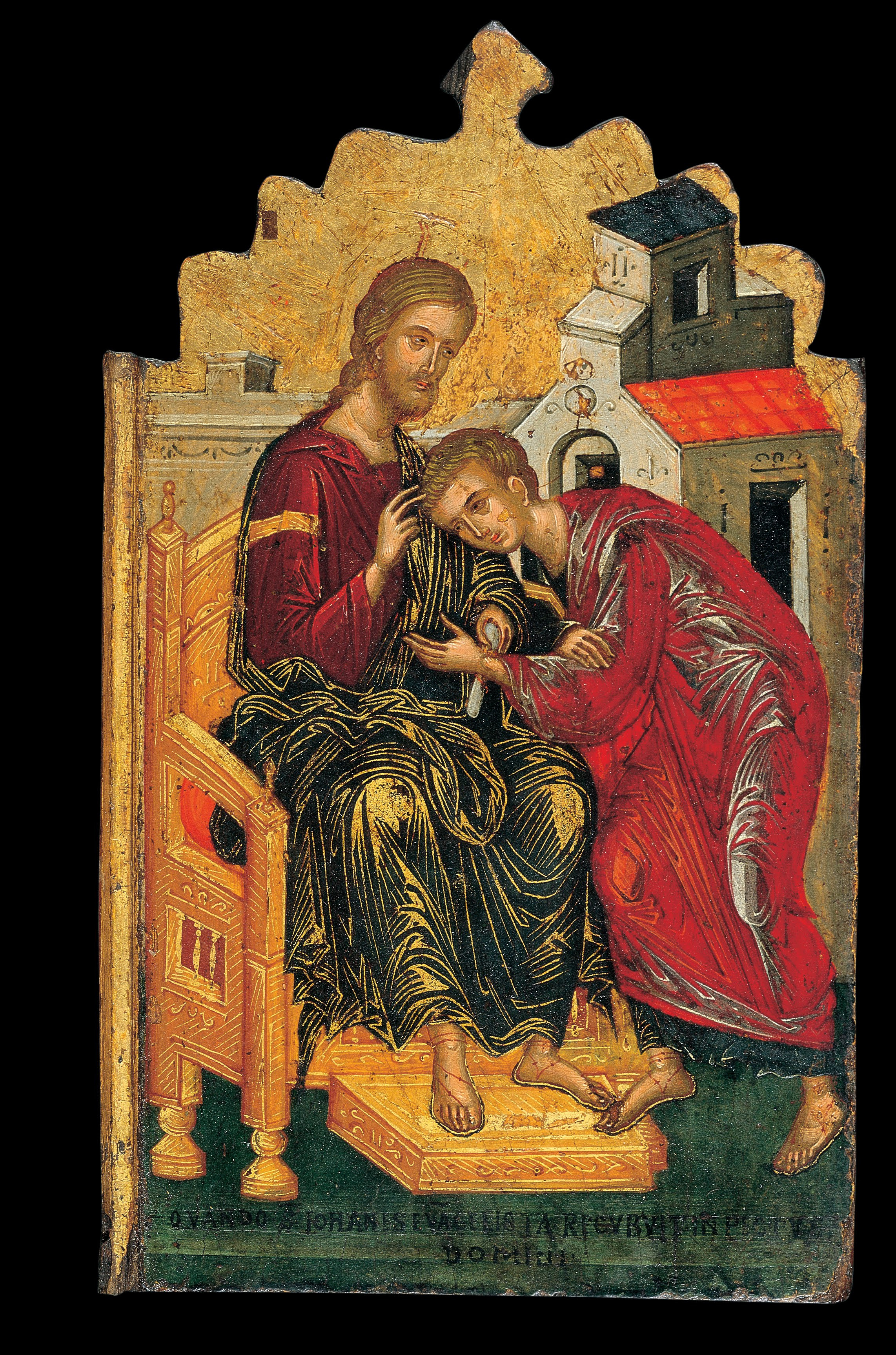
دو صحنه از زندگی سنت جان قدیس  اثر آندریاس ریتزوس (قرن پانزدهم) موزه بناکی
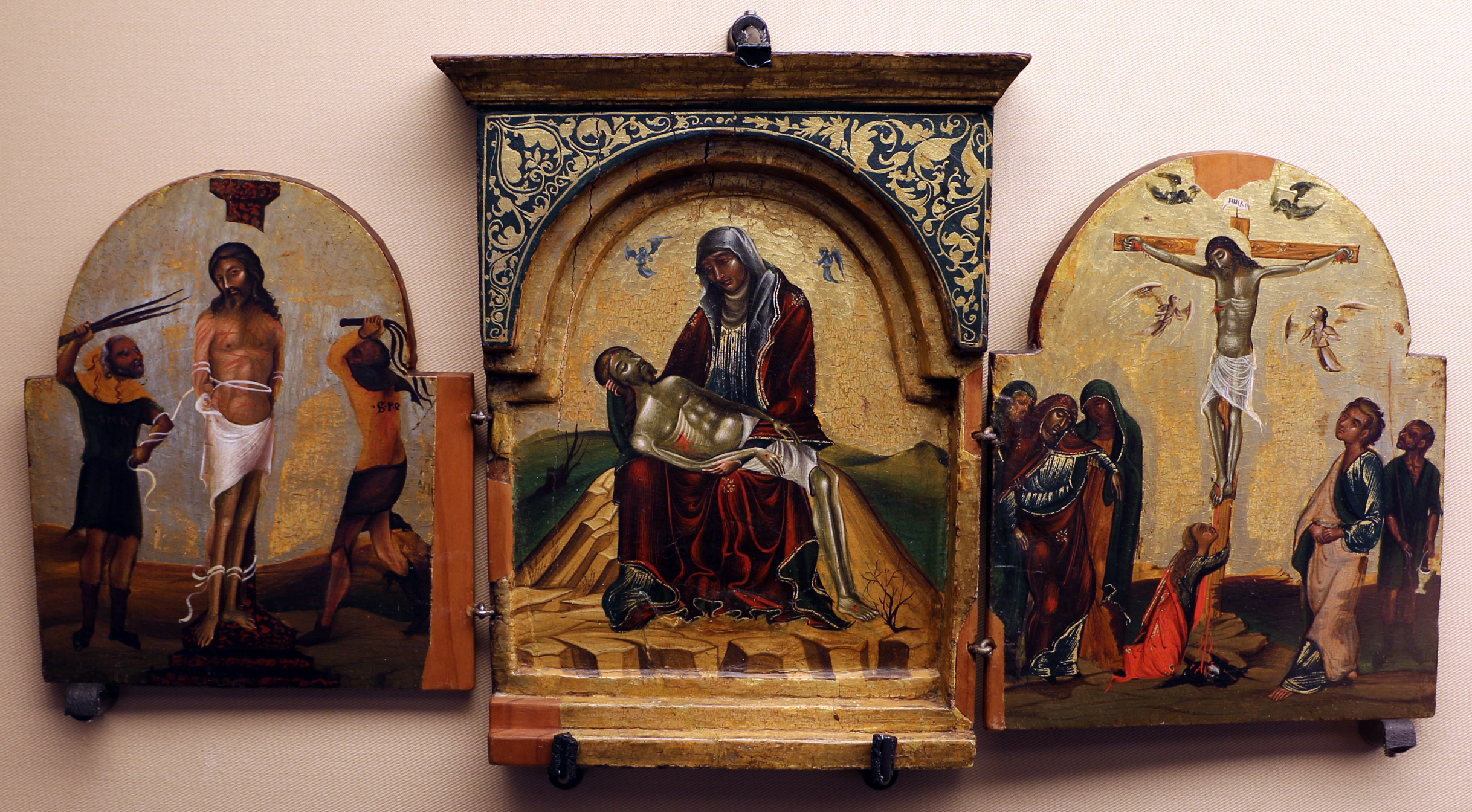
سه‌گانه اثر آندریاس ریتزوس
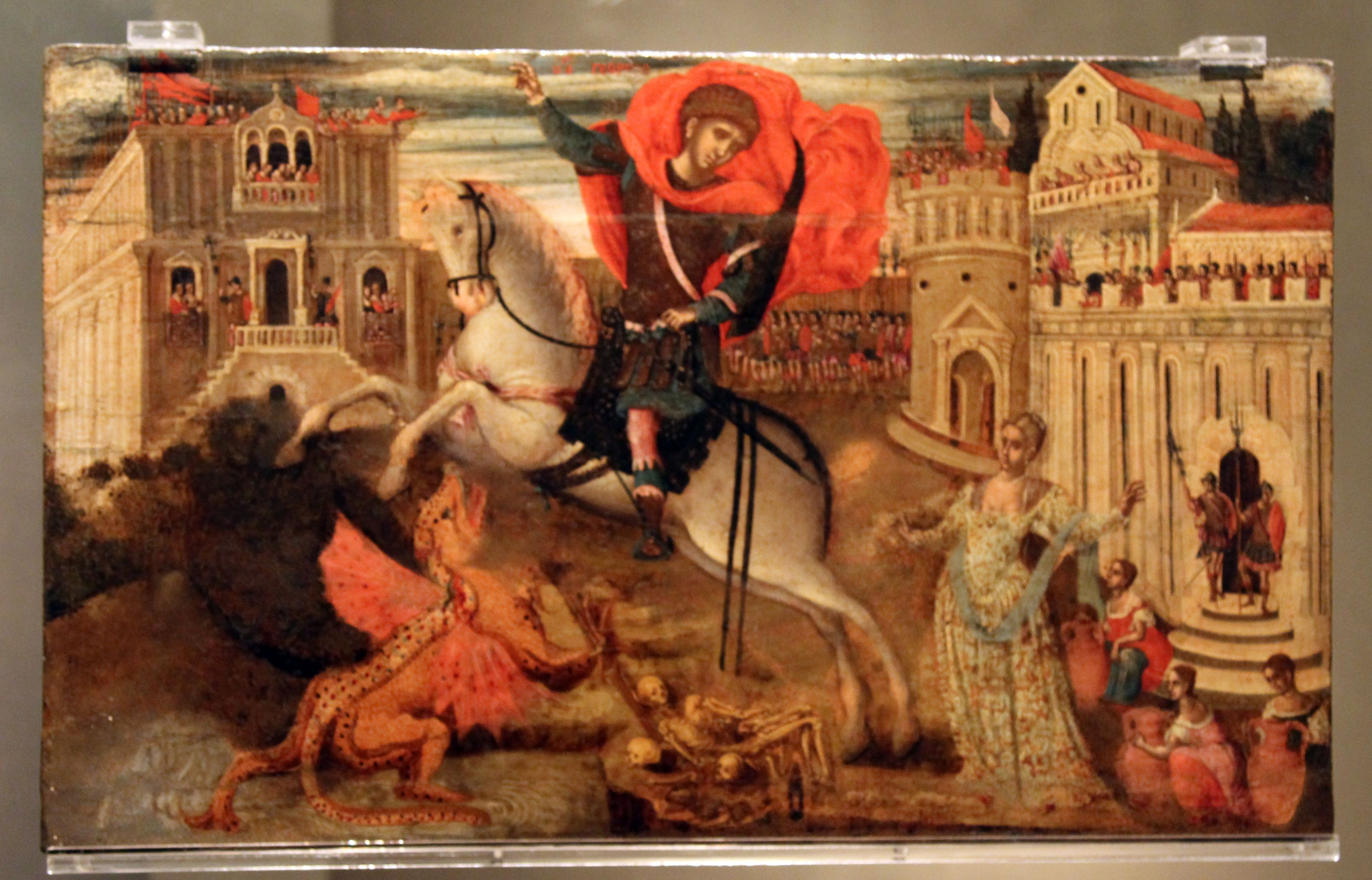
سنت جورج اژدهاکش  اثر جورجیوس کلونتزاس (شانزدهم)
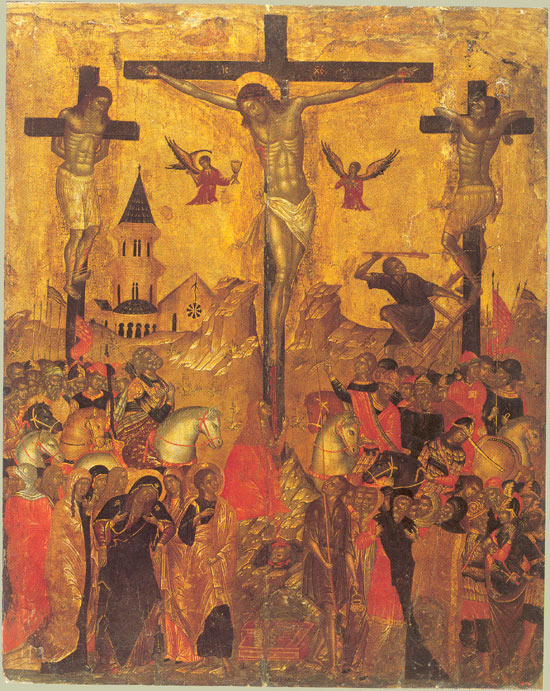
مصلوب اثر امانوئل لامباردوس (هفدهم)
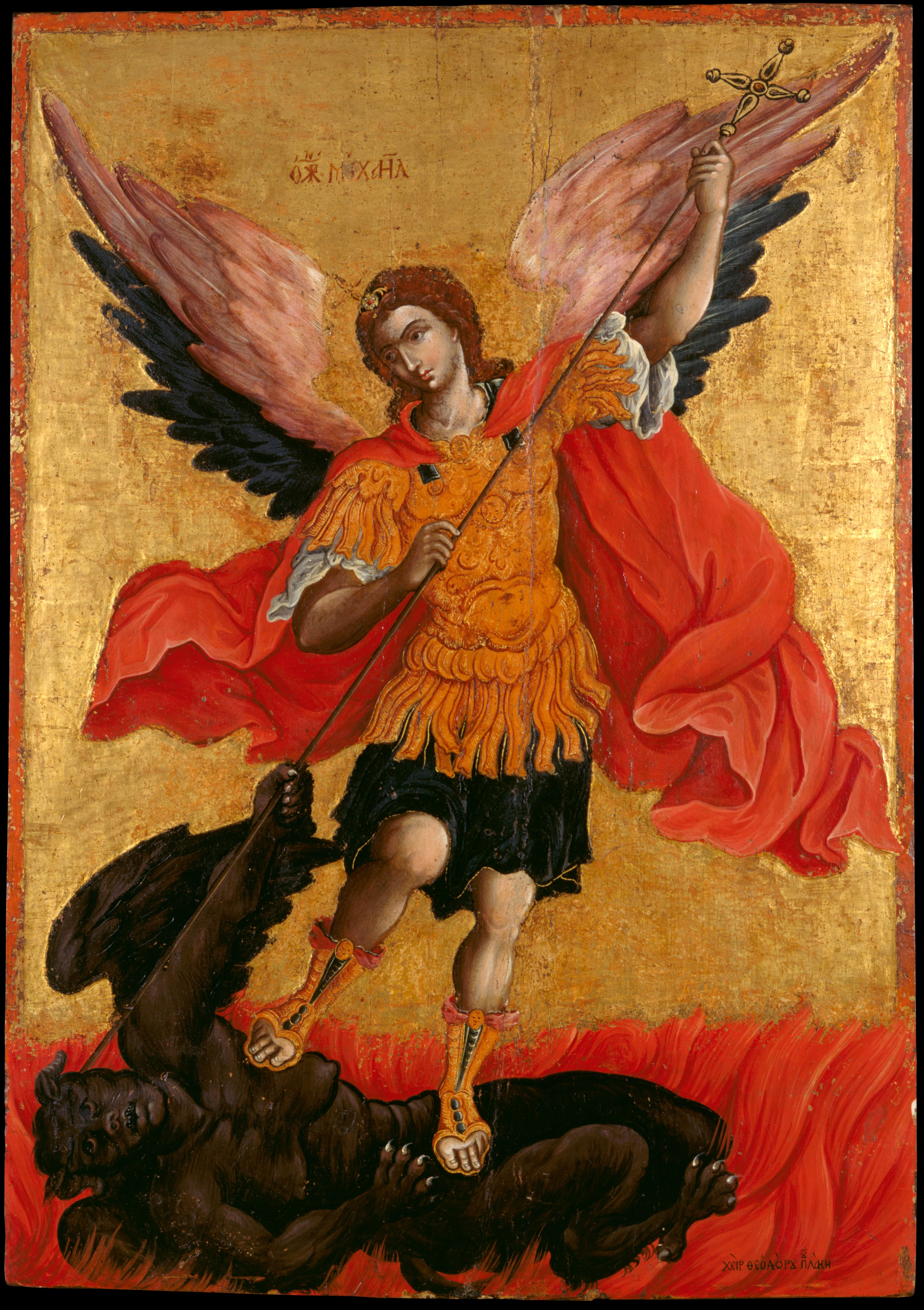
فرشته میکائیل اثر تئودوروس پولاکیس (هفدهم)
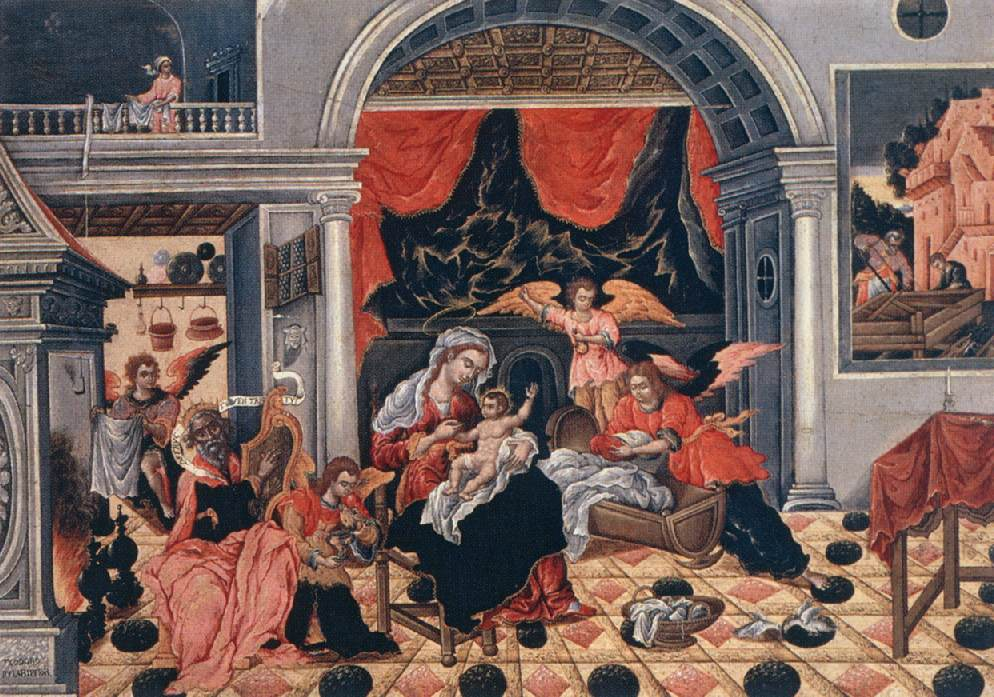
میلاد مسیح اثر تئودوروس پولاکیس
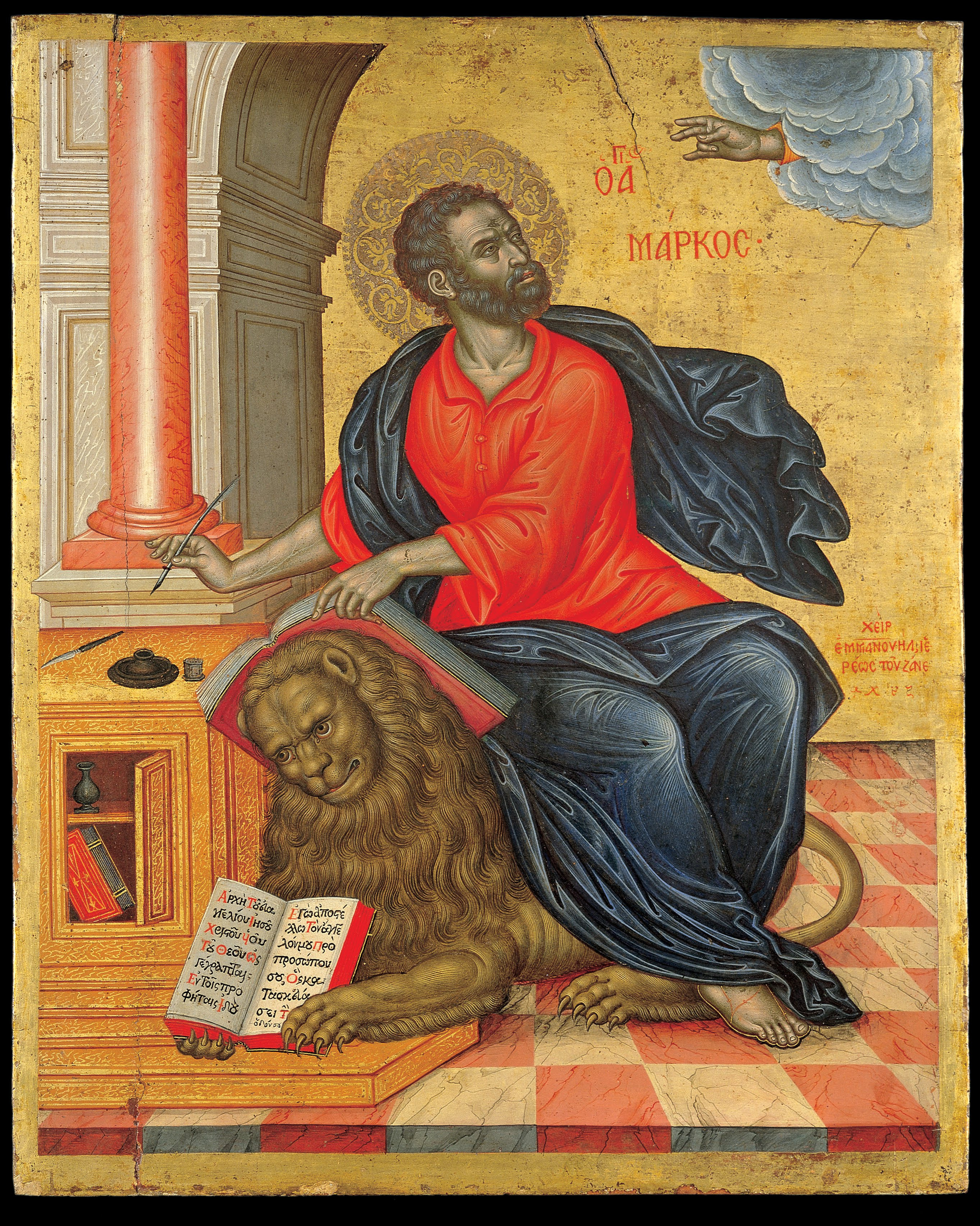
سنت مارکو انجیلی اثر امانوئل تزنز (هفدهم)
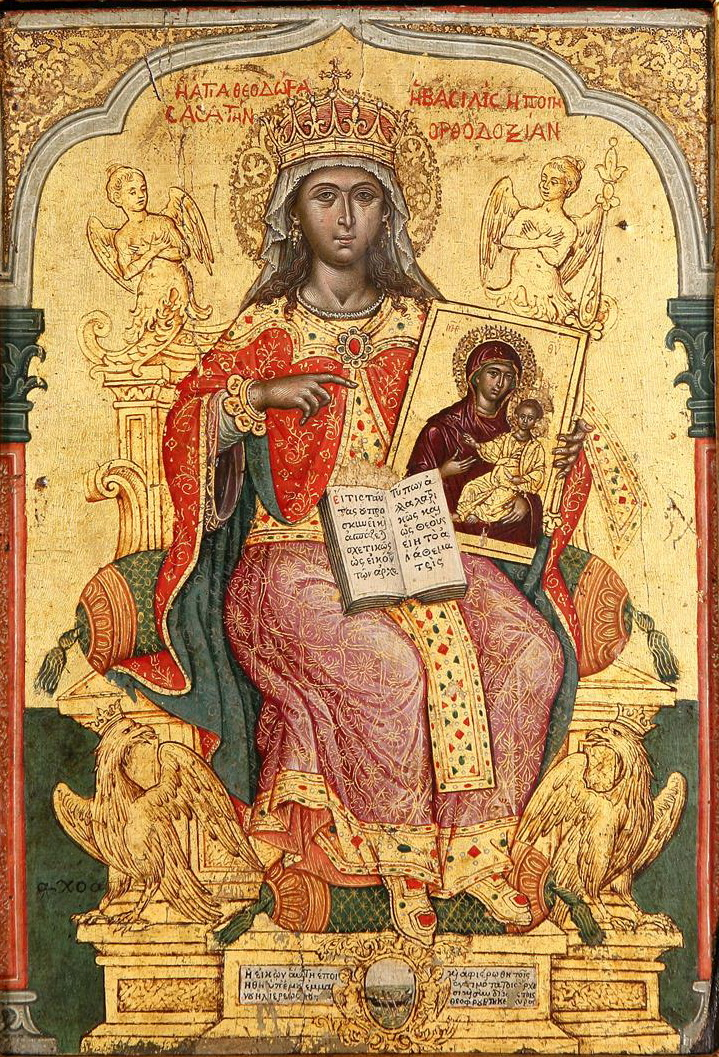
سنت تئودورا اثر امانوئل تزانس
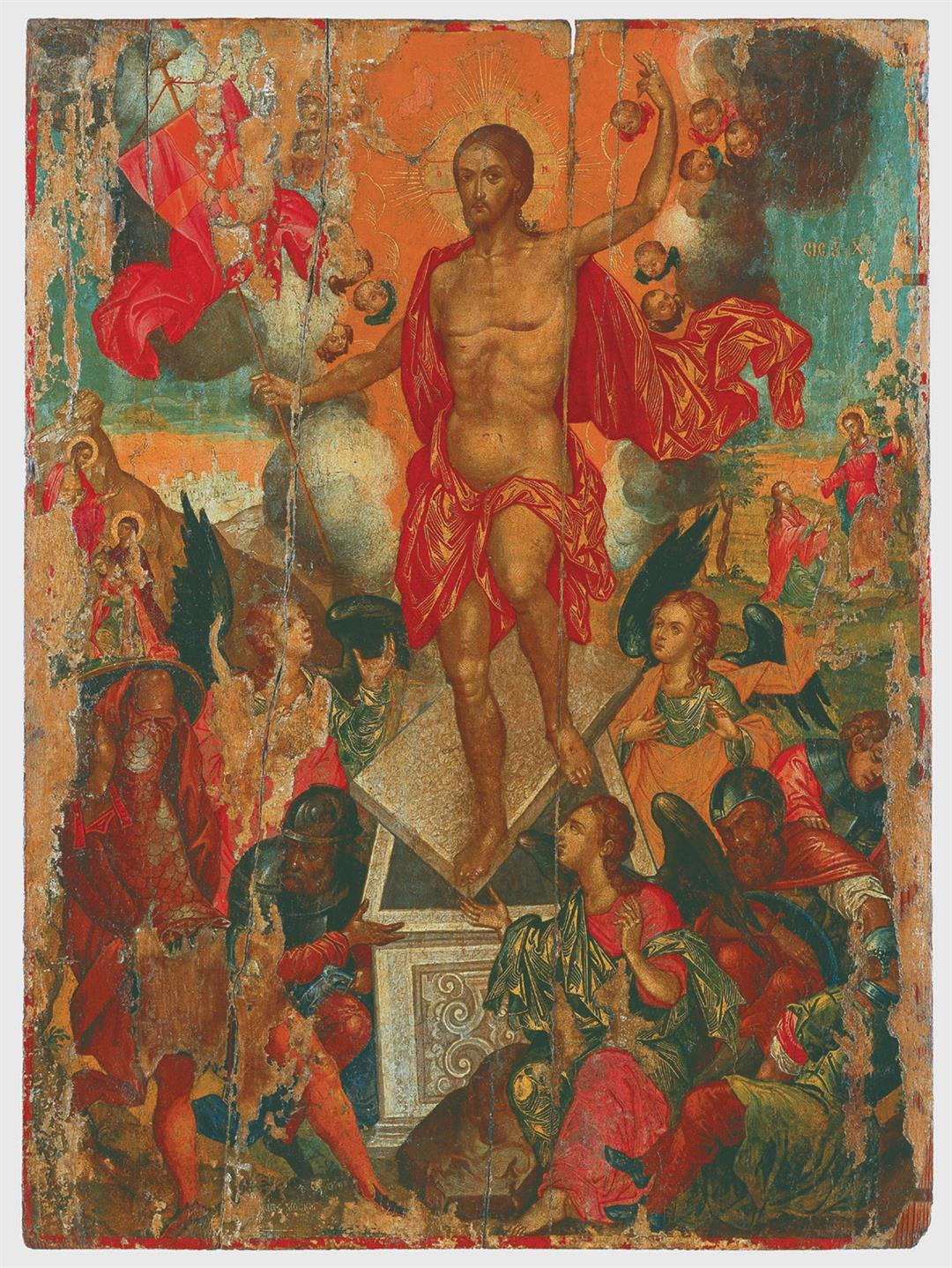
رستاخیز اثر الیاس موسکو (هفدهم)
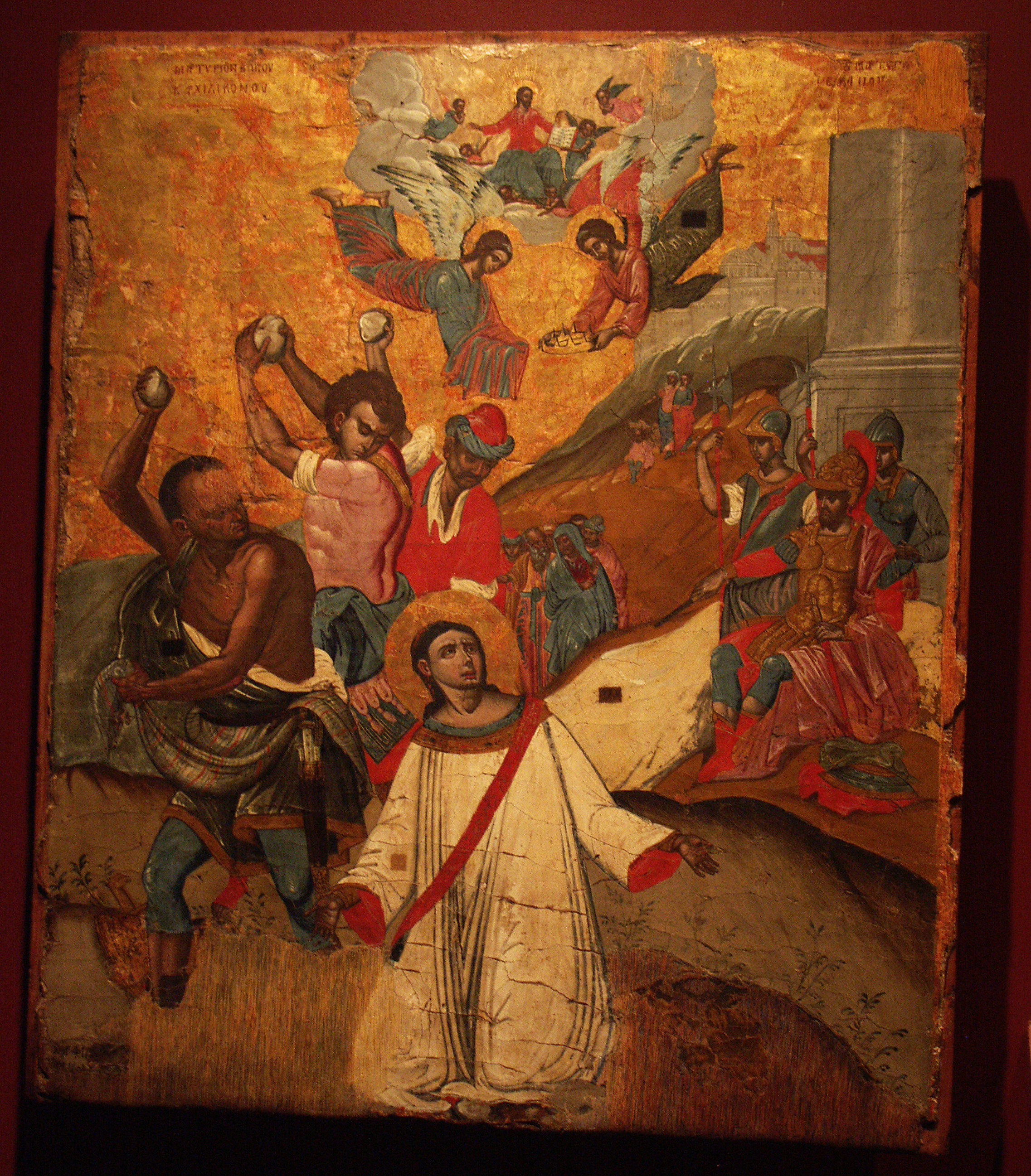
شهادت سنت استفان اثر فیلوتئوس اسکوفوس (هفدهم)
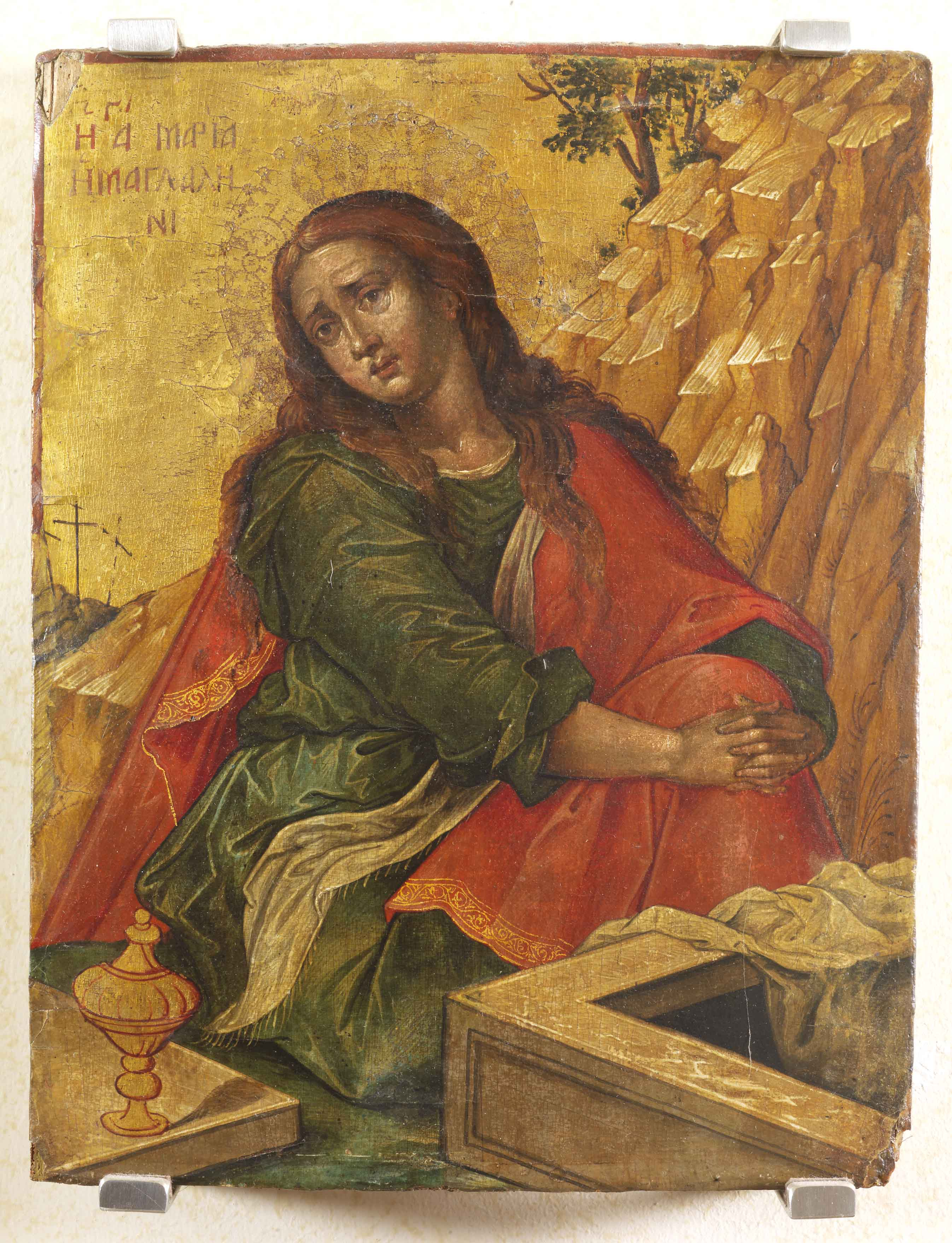
مریم مجدلیه اثر کنستانتینوس تزانس (هفدهم)